# Luigi Musini
Luigi Musini (Samboseto di Busseto, 24 febbraio 1843 – Parma, 20 febbraio 1903) è stato un politico italiano.
Garibaldino e giornalista, fu il primo deputato socialista in Italia dopo Andrea Costa.

## I primi anni
Luigi Musini nacque a Samboseto di Busseto il 24 febbraio 1843. Poco dopo la sua nascita la famiglia si trasferì a Borgo San Donnino, l'attuale Fidenza. Qui il padre Carlo fu medico condotto per 44 anni e ricoprì anche cariche amministrative nella Commissione Amministrativa degli Ospizi Civili e nel Comitato di Beneficenza.
Nel 1859 cercò di arruolarsi volontario per combattere nella seconda guerra di indipendenza, non riuscendovi perché solo sedicenne e fallendo anche nel tentativo di partecipare alla spedizione dei Mille, decise di proseguire gli studi.
Nel 1862 si trasferì a Parma per frequentare l'ultimo anno di liceo e l'anno successivo si iscrisse alla Facoltà di Medicina e Chirurgia dell'Università di Parma.
Per il secondo anno accademico si iscrisse all'Università di Bologna e nel capoluogo emiliano iniziò un'attività politica più concreta, conoscendo tra l'altro Giosuè Carducci e inserendosi nell'ambiente mazziniano dell'ateneo. Nella primavera del 1866 fu tra i primi ad arruolarsi nei volontari garibaldini e combatté nel Trentino. Deluso dalla pace monarchica tornò a Bologna, ma già nell'ottobre del 1867 raggiunse Terni, luogo di concentramento dei volontari garibaldini per la spedizione a Roma. Qui entrò nel gruppo dei fratelli Cairoli, prese parte all'episodio di Villa Glori, di cui fu uno dei pochi superstiti, e combatté più tardi nella battaglia di Mentana.
Nel 1868 tornò a Bologna dove iniziò a collaborare al giornale democratico - repubblicano L'Amico del Popolo, avvio della sua attività giornalistica. Si laureò nel luglio del 1869, ma dopo una breve sosta a Borgo San Donnino tornò a Bologna per la specializzazione in chirurgia. Qui entrò nella redazione de Il Popolo e vi rimase fino a quando nel 1870 non cessò le pubblicazioni. Nello stesso 1870 si specializzò e si trasferì a Borgo San Donnino per praticare la professione di medico. Il 10 ottobre affascinato dall'impresa garibaldina in Francia raggiunse l'armata dei Vosgi: arruolato come capitano medico fu nominato dallo stesso Garibaldi chirurgo maggiore di prima classe. Tornò a Borgo San Donnino il 10 aprile 1871. Ripartì nel maggio del 1872 e si fermò alcuni anni in Uruguay, dove rimase fino al maggio del 1876.

## Il Fidentino - Medico a Zibello
Il 19 agosto 1876 esce il primo numero della seconda serie de Il Fidentino, settimanale del circondario di Borgo San Donnino, dopo che la prima serie nel 1871 aveva avuto vita breve. Il giornale esce con la firma della Direzione della Società Democratica, locale società operaia di mutuo soccorso, dopo che Musini aveva convinto la stessa a farne il proprio organo ufficiale. La seconda serie cessò di uscire però già nel maggio del 1877. Nell'ottobre del 1878 Musini fu nominato medico condotto a Zibello, e proprio a questo periodo risale la conversione dal repubblicanesimo al socialismo anche grazie alla frequentazione con Giuseppe De Franceschi.
Nella primavera del 1879 partecipò all'iniziativa garibaldina della Lega per la Democrazia e si mosse per creare a Zibello e a Borgo San Donnino gruppi di attivisti, mentre aveva già iniziato a frequentare la Società Operaia di Zibello. Il 19 marzo 1882 durante una cerimonia organizzata dalla società operaia per commemorare due caduti zibellesi del risorgimento pronunciò parole considerate la prima manifestazione pubblica del nuovo orientamento socialista, con un discorso nel quale alla scontentezza per il "Risorgimento tradito" aggiunse una tematica sociale nuova e un invito a lottare.

## Musini deputato

Volontari in soccorso della popolazione di Palermo nel 1885, al centro Luigi Musini e Felice Cavallotti

Musini si candidò la prima volta al parlamento alle elezioni politiche italiane del 1882 svoltesi il 29 ottobre, senza riuscire però ad essere eletto, e non riuscì nell'impresa nemmeno alle elezioni del 15 luglio 1883. Il 13 gennaio 1884, però, si tennero nuovamente le elezioni in seguito alla morte del deputato Enrico Arisi. Musini venne di nuovo candidato ed eletto con 3.666 voti, battendo il candidato dell'Unione Liberale e dell'Associazione Costituzionale Parmense, l'avvocato Guerra, nonostante l'aperta opposizione della Gazzetta di Parma, divenendo il primo deputato socialista dopo Andrea Costa che lo aveva personalmente presentato al teatro Reinach di Parma.
La sua elezione provocò tra i socialisti, i democratici, le società operaie e i contadini della bassa parmense ondate di entusiasmo, tanto che la sua abitazione divenne meta di pellegrinaggio. In uno dei discorsi tenuti dal balcone della sua abitazione nell'immediatezza della elezione affermò tra l'altro che se i mezzi legali avessero fallito avrebbe lui per primo gridato alle armi.
La reazione alla sua elezione e all'entusiasmo da essa provocato fu l'invio di due compagnie di soldati a Borgo San Donnino e di un plotone di 40 uomini a Zibello.
Il 23 giugno 1884 nel suo primo discorso alla Camera dei deputati denunciò il sistema di repressione che si era venuto a creare nella bassa parmense. Dopo l'elezione aderì al Partito Socialista Rivoluzionario di Romagna che nel 1884 modificò la sua denominazione da romagnolo in italiano. Nel 1884 tenne una rubrica fissa chiamata Per i contadini sul periodico socialista Avanti! che aveva ripreso le pubblicazioni dopo la vittoria alle elezioni. Dal luglio del 1885 lavorò come medico dei bagni nella cittadina termale di Tabiano, il 12 settembre dello stesso anno partì insieme ad Andrea Costa, Felice Cavallotti ed Errico Malatesta per Napoli e Palermo ad aiutarne le genti colpite dall'epidemia di colera.

## Gli ultimi anni

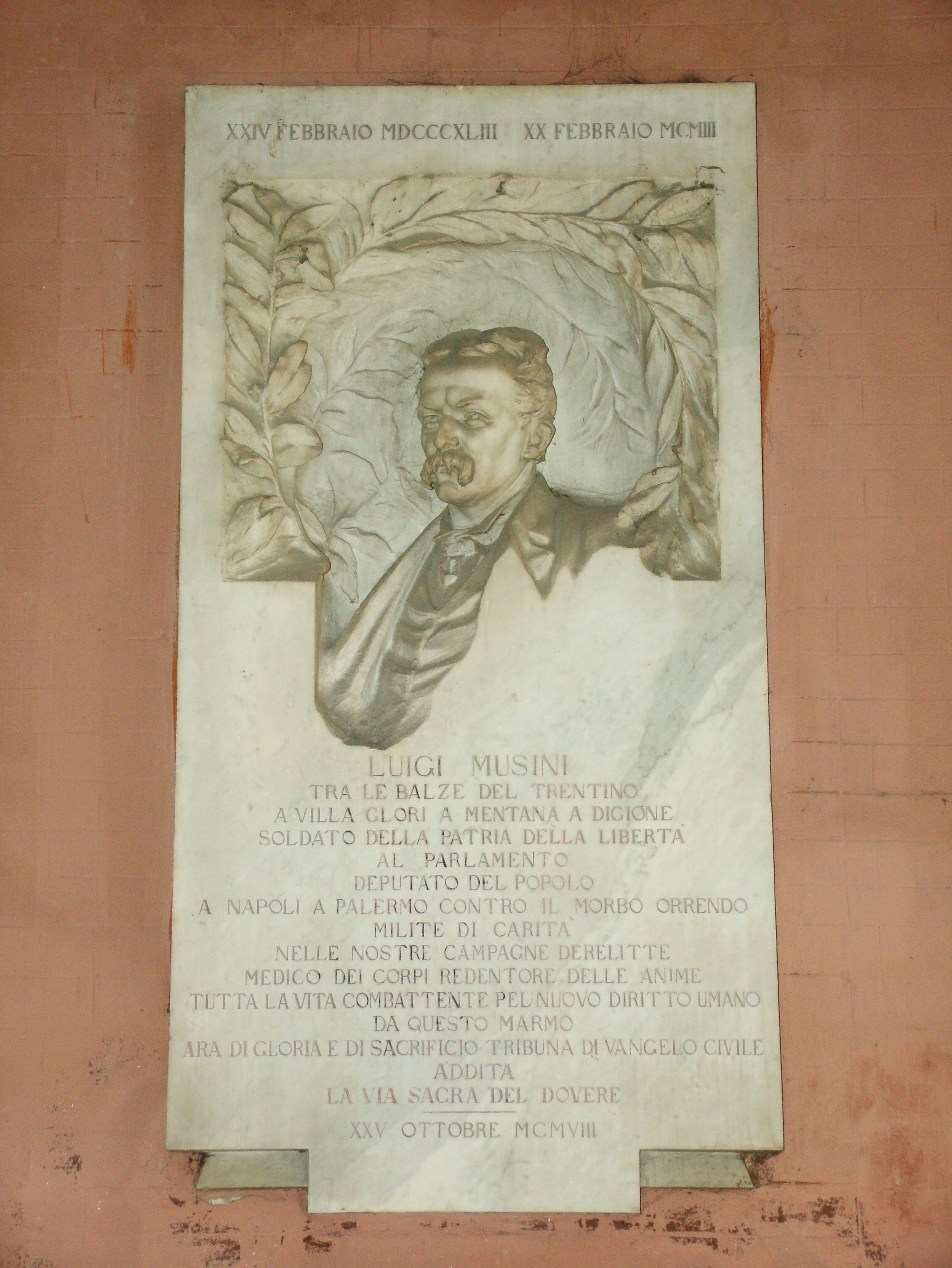
Il busto di Luigi Musini posto nel municipio di Fidenza

Nelle elezioni politiche italiane del 1886 Musini raccolse più voti che nel 1882 e che nel 1883 ma 230 in meno rispetto al 1884 e non fu rieletto. Nel 1887 tornò all'attività di medico condotto trasferendosi da Zibello a San Secondo Parmense. Venne eletto nuovamente deputato alle elezioni del 1889 nel collegio di Imola ma si dimise già nel marzo 1890. L'8 ottobre 1898 pubblicò, in occasione della festa del patrono di Fidenza San Donnino, il Numero Unico, che ogni anno, da allora fino ad oggi, descrive il mondo del Borgo in modo scherzoso e satirico.
Nel 1902 affrontò la sua ultima impresa giornalistica con Il Nuovo Salsomaggiore. Morì a Parma il 20 febbraio 1903 all'età di 59 anni. Alla sua memoria venne inaugurato, il 25 ottobre 1908, un busto in marmo opera dello scultore Aristide Bassi di Cremona, posto nel Palazzo del Municipio di Fidenza. A Luigi Musini è dedicato il Museo civico del Risorgimento di Fidenza ospitato nel Palazzo delle Orsoline oggi denominato OF.